# 玛拉兹英灵录
《玛拉兹英灵录》，是加拿大作家史蒂芬·埃里克森的史诗奇幻系列作品，从1999年出版的《月之花园》（Gardens of the Moon）到2011年出版的《瘸腿的神》（The Crippled God），共十部小说，已完结。埃里克森的作品构架宏大，以众多人物的视点，使用了大量不同的叙事角度。由于各自包涵不同的主要冲突，前五部小说彼此间相对独立；但其中的许多角色和事件贯彻故事始末，相互影响，从而使其成为完整的系列。
玛拉兹世界设定由史蒂芬·埃里克森与伊安·卡梅隆·埃索蒙特在1980年代早期共同创造，作为他们的通用角色扮演系统的背景。在2005年，埃索蒙特开始创作他自己的五部小说，均设立在同样的世界中，以《刀刃之夜》（Night of Knives）为开篇。尽管这些小说使用不同的系列标题——《玛拉兹帝国故事》（Novels of the Malazan Empire）——但埃索蒙特和埃里克森一同定下了着十五本书的情节梗概，故两者的小说被视为同等权威且相互补充的。
玛拉兹系列常常被拿来与格伦·库克的《黑色佣兵团》系列以及乔治·马丁的《冰与火之歌》系列相对比。到2012年底，该系列已在世界范围内售出一百万本。